# Johann Rautenstrauch
Pour les articles homonymes, voir Rautenstrauch.
Johann Rautenstrauch, né le 10 janvier 1746 à Erlangen et mort le 8 janvier 1801 à Vienne, est un homme de lettres germano-autrichien qui fut un satiriste de la période de l'Aufklärung.
Il se rend en 1770 en Autriche et s'installe à Vienne, où il publie sous le pseudonyme d'Arnold Ehrlich des articles appuyant la politique de Joseph II en matière religieuse et sociétale.

## Œuvre

### Récits
- Der Teufel in Wien (Le Diable à Vienne), 1783
- Der Teufel in Vorstädten (Le Diable dans les faubourgs), 1783

### Poésie
- Das beglückte Straßburg (L'Heureuse Strasbourg), 1768
- Kriegslieder für Joseph Heeres (Chants de guerre pour l'armée de Joseph), 1778
- Das neue Wien: Eine Fabel (La Nouvelle Vienne, fable), 1785

### Écrits historico-politiques
- Oesterreichischer Kriegs-Almanach (Almanach de guerre autrichien), 1778-1779
- Biographie Marien Theresiens (Biographie de Marie-Thérèse), 1779
- Über die Stubenmädchen in Wien (À propos des filles d'auberge de Vienne), 1781
- Über die Unnütz-Schädlichkeit der Juden im Königreiche Böhmen und Mähren (À propos de l'inutilité et de la nocivité des Juifs dans les royaumes de Bohême et de Moravie), 1782
- Die Schwachheiten der Wiener (Les Faiblesses du Viennois), 1784

## Comédie
- Der Jurist und der Bauer (L'Étudiant en droit et le fermier), 1773

## Source
- (de) Cet article est partiellement ou en totalité issu de l’article de Wikipédia en allemand intitulé « Johann Rautenstrauch » (voir la liste des auteurs).